# John Barbirolli
Sir John Barbirolli, CH (2 décembre 1899 – 29 juillet 1970), né Giovanni Battista Barbirolli, est un chef d'orchestre et violoncelliste anglais.
On le connaît surtout pour avoir dirigé le Hallé Orchestra à Manchester, qu’il aida à sauver de la dissolution en 1943 et qu’il dirigea jusqu’à sa mort. Il avait auparavant succédé à Arturo Toscanini en tant que directeur musical du New York Philharmonic, et ce de 1936 à 1943. Il fut également chef d’orchestre principal du Houston Symphony de 1961 à 1967 et fut chef invité de nombreux autres orchestres, parmi lesquels l'Orchestre symphonique de la BBC, l'Orchestre symphonique de Londres, le Philharmonia, l'orchestre philharmonique de Berlin et l'orchestre philharmonique de Vienne, avec lesquels il effectua des enregistrements.
Né à Londres de parents italiens et français, Barbirolli grandit dans une famille de musiciens professionnels. Après avoir débuté comme violoncelliste, il eut l’occasion de diriger à partir de 1926 la Compagnie de l'Opéra national britannique (en), puis celle de Covent Garden. En prenant la direction du Hallé Orchestra, il fut moins disponible pour s’occuper d’opéra, mais dirigea cependant en 1950 la production d’œuvres de Verdi, Wagner, Gluck et Puccini à Covent Garden, et ce avec un tel succès qu’il fut invité à en devenir le directeur musical permanent, invitation qu’il déclina. Vers la fin de sa carrière, il enregistra plusieurs opéras, dont le plus connu est probablement Madame Butterfly de Puccini pour EMI en 1967.
Que ce soit en concert ou en enregistrement, Barbirolli est tout particulièrement associé à la musique de compositeurs anglais tels que Elgar, Delius et Vaughan Williams. Ses interprétations d’autres compositeurs post-romantiques comme Mahler et Sibelius ou classiques comme Schubert font toujours l’unanimité.

## Biographie

### Les premières années

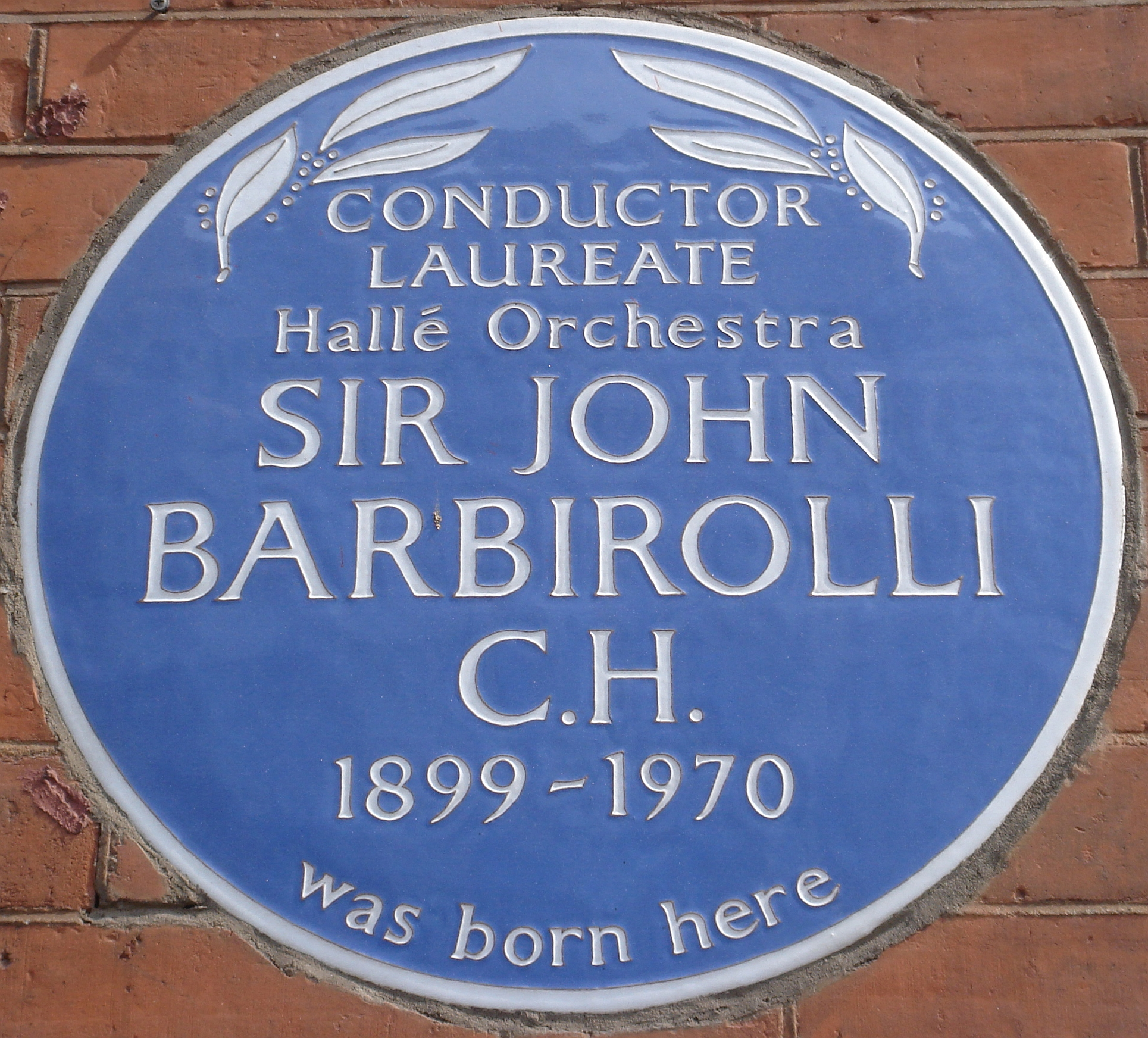
Southampton Row - plaque commémorative

Second enfant et fils aîné d’un père italien et d’une mère française, Giovanni Battista Barbirolli naquit à Southampton Row (en), dans le quartier londonien de Holborn et acquit la nationalité britannique par la naissance. Southampton Row étant situé non loin de l’église St Mary-le-Bow, Barbirolli se considéra toute sa vie comme un Cockney. Son père, Lorenzo Barbirolli (1864-1928), était un violoniste vénitien qui s’était établi à Londres avec sa femme, Louise Marie, née Ribeyrol (1870-1962). Lorenzo et son père avaient joué dans l’orchestre de la Scala de Milan, en particulier lors de la première d’Otello de Verdi en 1887. À Londres, ils jouaient dans les orchestres de théâtres du West End, principalement à l’Empire (Leicester Square) (en).
Le jeune Barbirolli débuta le violon à l’âge de quatre ans, mais opta rapidement pour le violoncelle. Barbirolli précisa plus tard que c’est son grand-père qui fut à l’origine de ce changement, lequel, excédé par l’habitude de l’enfant d’aller et venir dans la maison jouant du violon, lui acheta un petit violoncelle pour l’empêcher de « traîner dans les pieds de tout le monde,». À ses études à la Clement Danes Grammar School (en), s’ajoutèrent, à partir de 1910, une bourse au Trinity College of Music, Au cours de ses études à Trinity, il fit ses débuts en concert en interprétant un concerto pour violoncelle au Queen’s Hall en 1911 . L’année suivante, il obtint une bourse à la Royal Academy of Music, où il étudia l’harmonie, le contrepoint et la théorie avec le Dr J.B. McEwen et le violoncelle avec Herbert Walenn,. En 1914, il remporta le Prix ex-aequo de l’Académie Charles Rube de musique d’ensemble, et en 1916, le Musical Times le décrivit avec ces mots : « Mr Giovani Barbirolli, cet excellent jeune violoncelliste ». Le directeur de l’Academy, Sir Alexander MacKenzie, avait interdit aux étudiants de jouer de la musique de chambre de Ravel, qu’il considérait comme ayant une « influence pernicieuse ». Barbirolli était cependant très porté vers la musique moderne et avec trois de ses collègues répétait le Quatuor à cordes de Ravel en cachette dans les toilettes de l’Academy.

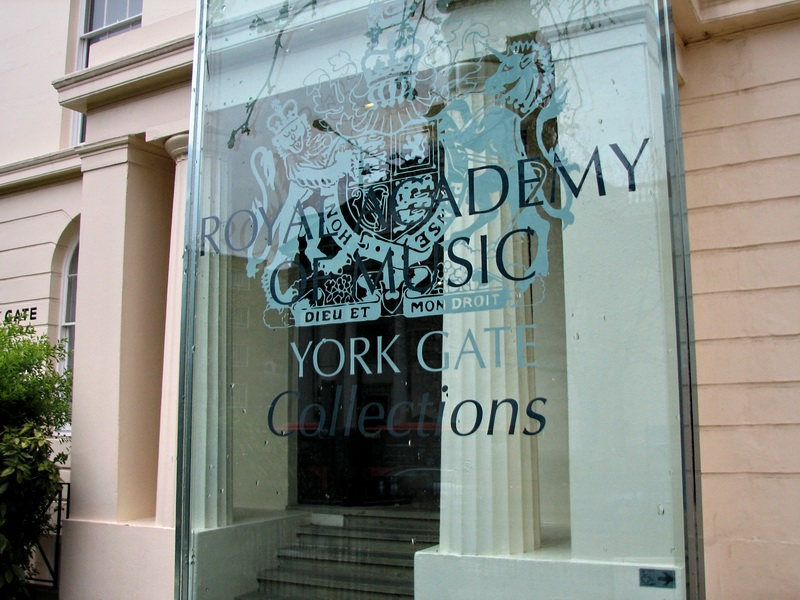
Royal Academy of Music, Londres

De 1916 à 1918, il se produisit comme violoniste free-lance à Londres. Il se souvient : « Mon premier concert fut avec le Queen’s Hall Orchestra et je fus probablement en 1916 le plus jeune musicien ayant jamais joué dans l’orchestre. Nous avions un répertoire très dense, avec six concerts par semaine et au minimum trois heures par jour de répétitions. À l’époque, nous étions plus que satisfaits si nous arrivions à démarrer et à finir ensemble » .Tout en jouant dans le Queen’s Hall Orchestra, Barbirolli se produisait également dans les orchestres des compagnies d’opéras de Beecham et Carl Rosa, donnait des récitals avec la pianiste Ethel Bartlett et jouait dans des orchestres de théâtres, de cinémas, d’hôtels et de dancings et, comme il le disait, « n’importe où sauf dans la rue » . Pendant la dernière année de la Première Guerre Mondiale, Barbirolli s’engagea dans l’armée en tant que soldat de première classe dans le Suffolk Regiment (en). C’est dans ce contexte qu’il eut la première opportunité de diriger à l’occasion de la formation d’un orchestre de volontaires. Il décrivit plus tard cette expérience :
« J’étais en garnison sur l’Ile de Grain – un endroit horrible mais qui composait la première ligne de défense contre l’invasion – et dans notre bataillon des Suffolks nous avions un certain nombre de musiciens professionnels. Il nous vint donc l’idée de former un orchestre et nous jouions lors de nos temps libres dans le foyer central. Je jouais en tant que violoncelliste principal et nous étions sous la direction du chef de musique, un certain Lieutenant Bonham. Les autres savaient que je brûlais d’envie de prendre la baguette et alors qu’un jour Bonham attrapa la grippe, ils pensèrent que « Old Barby » - c’était mon surnom – devrait tenter sa chance. La situation était plutôt romantique – j’étais en train de nettoyer le plancher dans le mess des officiers quand ils vinrent me trouver pour me faire la proposition. Notre programme fut composé de l’ouverture de Cavalerie Légère et la Petite Suite de Concert de Coleridge-Taylor et je dois avouer que je ne me souviens pas des autres morceaux. ».
Durant son séjour à l’armée, Barbirolli adopta la forme anglicisée de son prénom afin de faciliter les choses : « Le sergent-major avait toutes les peines du monde à lire mon nom sur la liste d’appel. ‘Qui est ce Vanni ?’ demandait-il régulièrement. C’est ainsi que j’ai pris le prénom de John. ». Démobilisé, Barbirolli reprit son prénom d’origine qu’il conserva jusqu’en 1922.
De retour à la vie civile, Barbirolli reprit sa carrière de violoncelliste. Son association avec le Concerto pour violoncelle d’Edward Elgar remonte à la première représentation de l’œuvre en 1919, alors qu’il était simple musicien au sein du London Symphony Orchestra. Un an plus tard, il jouait comme soliste lors d’une autre représentation du concerto. Le Musical Times commenta : « Signor Giovanni Barbirolli n’était pas tout à fait à la hauteur de la partition de soliste, mais sa façon de jouer fut des plus agréables ». Lors du Three Choirs Festival de 1920, il joua pour la première fois dans le Dream of Gerontius, sous la direction d’Elgar, au sein des violoncellistes du LSO. Il rejoignit alors deux nouveaux quatuors à cordes en tant que violoncelliste : le Kutcher Quartet, dirigé par son ancien camarade d’études à Trinity, Samuel Kutcher , ainsi que le Music Society Quartet (qui prit plus tard le nom de The International Quartet) dirigé par André Mangeot. Il eut également l’occasion de passer pour les premières fois à la radio avec le quatuor de Mangeot.

### Les premiers postes de chef d’orchestre
L’ambition de Barbirolli était de diriger un orchestre. Il fut le premier instigateur de la fondation du Guild of Singers and Players Chamber Orchestra en 1924, et fut invité en 1926 à diriger un nouvel ensemble à la Chenil Gallery à Chelsea,, initialement appelé « Chenil Chamber Orchestra » puis rebaptisé « John Barbirolli’s Chamber Orchestra ». Lors des concerts qu’il dirigea, Barbirolli fut remarqué par Frederic Austin (en), directeur de la Compagnie de l'Opéra national britannique (en) (BNOC), qui l’invita cette même année à diriger des représentations de la compagnie. Barbirolli n’avait jamais eu l’occasion de diriger un chœur ni un orchestre de grande dimension, mais eut suffisamment confiance en lui pour accepter, Il fit ses débuts dans l’opéra en dirigeant Roméo et Juliette de Gounod à Newcastle, puis quelques jours plus tard Aida et Madame Butterfly. Les deux années suivantes, il dirigea souvent le BNOC et débuta au Royal Opera House - Covent Garden avec Madame Butterfly en 1928. L’année suivante, il fut invité à diriger la pièce d’ouverture de la saison internationale de Covent Garden avec Don Giovanni, avec Mariano Stabile, Elisabeth Schumann et Heddle Nash (en) comme principaux interprètes.

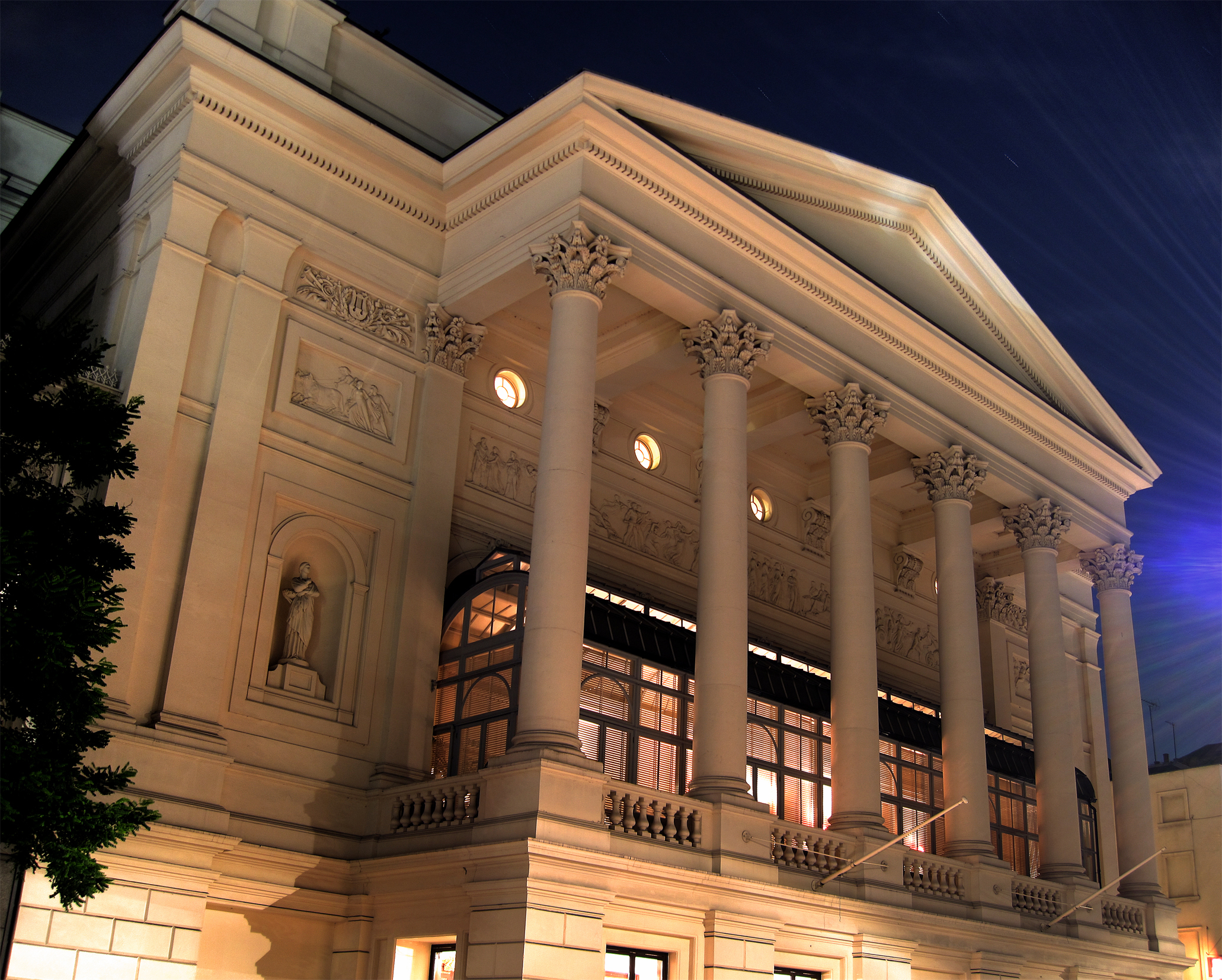
en

En 1929, à la suite de la dissolution du BNOC pour problèmes financiers, l’administration de Covent Garden mit sur pied une compagnie itinérante pour combler le vide et nomma Barbirolli comme directeur musical et chef d’orchestre. Au programme de la première tournée régionale de la compagnie figuraient des opéras tels que Die Meistersinger, Lohengrin, La Bohème, Madame Butterfly, Le Barbier de Séville, la Tosca, Falstaff, Faust, Cavalleria Rusticana, Pagliacci, Il Trovatore ainsi que les premières représentations en anglais de Turandot. Dans les dernières tournées de la compagnie, Barbirolli eut l’opportunité de diriger d’autres œuvres du répertoire allemand comme Der Rosenkavalier, Tristan et Isolde et La Walkyrie. Durant ses années avec la compagnie itinérante Barbirolli garda un intérêt pour les salles de concerts. En 1927, remplaçant au pied levé Sir Thomas Beecham, il dirigea une représentation de la Symphonie no 2 d’Elgar avec le London Symphony Orchestra, ce qui lui valut les remerciements du compositeur. Barbirolli fut également chaudement félicité par Pablo Casals qu’il avait accompagné dans le Concerto en Ré majeur de Haydn lors du même concert,,. Il dirigea un concert de la Royal Philharmonic Society lors duquel Ralph Vaughan Williams se vit remettre la Médaille d’or de la société, ainsi qu’un autre concert avec la même formation lors duquel fut jouée de la musique de Gustav Mahler – ce qui était rare à l’époque – en l’occurrence Kindertotenlieder, avec la soliste Elena Gerhardt. Bien que Barbirolli devint un grand admirateur de la musique de Mahler, il trouvait à cette époque dans les années 1930 qu’elle manquait sincèrement de matière.
Lorsque le Hallé Orchestra annonça en 1932 que son chef attitré, Hamilton Harty, avait prévu de partir donner des concerts à l’étranger, Barbirolli figura parmi les quatre chefs invités à diriger l’orchestre en l’absence de Harty, les trois autres étant Elgar, Beecham et Pierre Monteux. Les programmes de Barbirolli incluaient des œuvres de compositeurs aussi divers que Purcell, Delius, Mozart et Franck. En juin 1932, Barbirolli épousa la cantatrice Marjorie Parry, membre de la BNOC. En 1933, Barbirolli fut invité à devenir le chef principal du Scottish Orchestra. Cette formation n’était pas à l’époque un orchestre permanent, comme allait le devenir son successeur le Scottish National Orchestra, mais se produisait sur une saison d’environ six mois. Barbirolli dirigea le Scottish Orchestra pendant trois saisons, « donnant un coup de jeune à la dimension et au programme de l’orchestre et renforçant ainsi sa propre réputation »[2]. Nonobstant cette réputation croissante en Grande-Bretagne, le nom de Barbirolli était peu connu à l’étranger et le monde de la musique fut très surpris en 1936 quand il fut invité  à prendre la succession de Arturo Toscanini à la tête du New York Philharmonic Orchestra,.

### Le New York Philharmonic
Au printemps 1936, la direction du New York Philharmonic se trouva confrontée à un problème. Toscanini était parti en quête d’émoluments plus substantiels  auprès du NBC Symphonic Orchestra,. Wilhelm Furtwängler avait accepté l’invitation de l’orchestre pour remplir le poste, mais sa situation était politiquement inacceptable pour une partie du public du Philharmonic dans la mesure où il vivait et travaillait toujours en Allemagne sous le régime nazi. Une campagne de protestations à New York le dissuada d’accepter le poste. Faute d’avoir trouvé un autre chef de même envergure, le conseil d’administration invita cinq chefs à se partager la saison. Barbirolli se vit attribuer les dix premières semaines, ce qui représentait vingt six concerts. Puis se succédaient les chefs-compositeurs Igor Stravinsky, Georges Enesco et Carlos Chávez, pour chacun deux semaines, pour terminer avec Artur Rodziński du Cleveland Orchestra pour huit semaines.

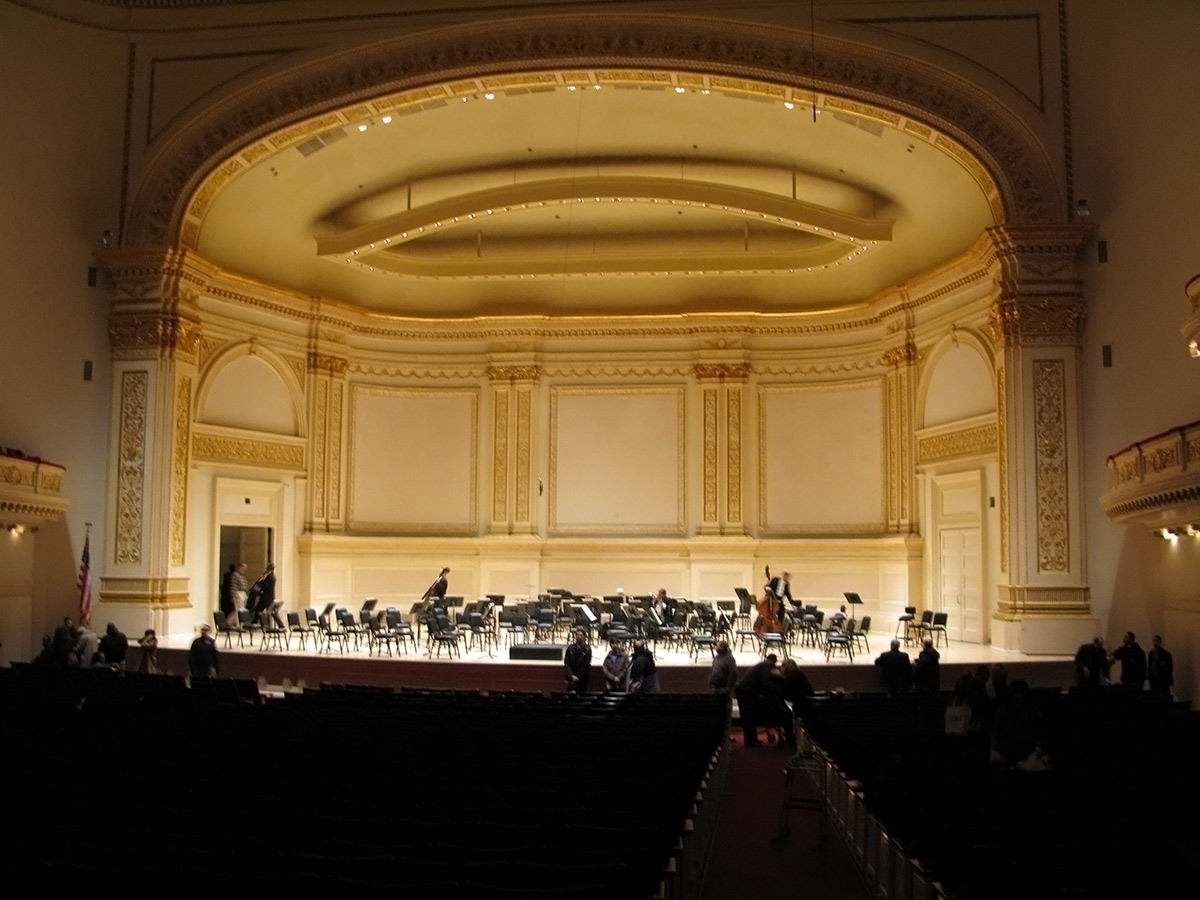
Carnegie Hall, New York, où Barbirolli fut chef d'orchestre de 1936 à 1943

Le premier concert de Barbirolli à New York se déroula le 5 novembre 1936. Le programme comportait de courtes œuvres de Berlioz et Arnold Bax, ainsi que des symphonies de Mozart (Linz) et Brahms (la 4e). Durant ces dix semaines, Barbirolli mit au programme plusieurs nouvelles œuvres américaines telles que Memories of My Childhood, poème symphonique de Charles Martin Loeffler, une symphonie de Anis Fuleihan (en) et l’ouverture Bret Harte de Philip James. Il dirigea également le Concerto pour Contrebasse de Serge Koussevitzky. Sur ce, les musiciens firent savoir à l’administration du Philharmonic qu’ils verraient d’un très bon œil que Barbirolli soit titularisé. Ceci se traduisit par une invitation à prendre le poste de directeur musical et chef permanent pour trois ans à partir de la saison 1937-38. Simultanément à cet important changement dans sa vie professionnelle, la vie privée de Barbirolli fut également bouleversée. Son mariage n’avait pas résisté, car pendant quatre ans, le couple avait vécu séparé. En 1938, Marjorie Barbirolli demanda le divorce sur le motif d’abandon. La demande ne fut pas contestée et le divorce accordé en décembre 1938. En 1939, Barbirolli épousa le hautboïste Evelyn Rothwell (en) et le couple resta uni jusqu’au décès de Barbirolli.
L’une des principales caractéristiques du séjour de Barbirolli à  New York fut sa programmation régulière d’œuvres modernes. Il y dirigea les premières mondiales de la 2e Façade Suite (en) de Walton, ainsi que la Sinfonia da Requiem et le Concerto pour Violon de Britten ; il introduisit également des pièces de Jacques Ibert, Eugene Goossens et Arthur Bliss, ainsi que de nombreux compositeurs américains tels que Samuel Barber, Deems Taylor et Daniel Gregory Mason. Les nouvelles œuvres qu’il présenta n’étaient pas vraiment avant-garde, mais elles contribuèrent cependant à détourner la partie conservatrice des abonnés et après l’augmentation de la fréquentation des premières années, les ventes de places déclinèrent. Barbirolli eut par ailleurs à faire face à ce que la revue The Gramophone décrivit comme « une virulente campagne de presse à New York de la part des personnes qui désiraient le voir quitter le poste. ». L’influent critique musical Olin Downes s’était opposé dès le début à la nomination de Barbirolli, insistant sur le fait que, « même sans chauvinisme aucun », la préférence aurait dû être donnée à un « chef d’orchestre de nationalité américaine ». Downes avait réellement une dent contre le Philharmonic : peu avant la nomination de Barbirolli, Downes fut remercié en tant que présentateur des prestigieuses diffusions radiophoniques dominicales de l’orchestre. Lui-même, ainsi que le compositeur Virgil Thomson, écrivaient régulièrement des articles méprisants sur Barbirolli, le comparant au regretté Toscanini. L’administration de l’orchestre renouvela néanmoins le poste de Barbirolli en 1940. En 1942, alors que son second contrat prenait fin, on lui proposa d’assurer la saison 1943-44 avec 18 concerts, et le Los Angeles Philharmonic l’invita même à devenir son chef attitré, mais il refusa les deux propositions car il avait décidé de rentrer en Angleterre.
La raison principale de son départ était liée à la politique musicale locale. Il déclara plus tard : « Le syndicat local des musiciens… édicta une nouvelle réglementation comme quoi tous les musiciens, y compris les solistes et les chefs d’orchestre, devaient adhérer ». Horowitz, Heifetz et bien d’autres furent scandalisés par cette mesure mais rien n’y fit. Il fut également stipulé que les chefs d’orchestre devaient acquérir la nationalité américaine. Cela m’était impossible en temps de guerre, ou à aucun autre moment d’ailleurs. ». L’autre raison de son départ était le sentiment qu’on avait besoin de lui en Angleterre. Au printemps 1942, il s’engagea dans une périlleuse traversée de l’Atlantique :
« J’étais aux États-Unis quand la guerre éclata, en tant que chef d’orchestre du New York Philharmonic. A.V. Alexander, alors Amiral en chef, m’écrivit pour me dire que, contrairement à ce à quoi on pouvait s’attendre, la musique était en plein essor et que mon retour, si j’en décidais ainsi, serait chaleureusement apprécié. À vrai dire, j’avais un fort désir de rentrer et c’était simplement une question d’organisation. A.V. en fit part à Churchill, qui lui répondit apparemment avec ces mots : « s’il est assez fou pour revenir, laissez-le donc faire. » La traversée à bord d’un navire fruitier dura 23 jours et, de notre convoi de 75 navires, seulement 32 arrivèrent à Liverpool. Je jouai sur place pendant 10 semaines avec le LSO et le LPO pour remonter le moral des musiciens et ré-embarquai sur un bananier de 5,000 tonnes de la Fyffes. Nous fûmes repérés par un sous-marin allemand dès le passage de l’Irlande du Nord, mais ce n’est pas le genre de chose qui m’inquiéta car je suis plutôt du genre fataliste. En tous cas, c’était formidable d’être de retour, de revoir l’Angleterre à son zénith et de rendre visite à ma vieille mère.
Barbirolli retourna à New York pour s’acquitter de ses engagements auprès du Philharmonic,. Peu après son retour, il reçut un appel pressant du Hallé Orchestra pour devenir leur chef d’orchestre. La structure était en danger de disparition par manque de musiciens et Barbirolli saisit l’opportunité de rendre service.

### Le Hallé Orchestra

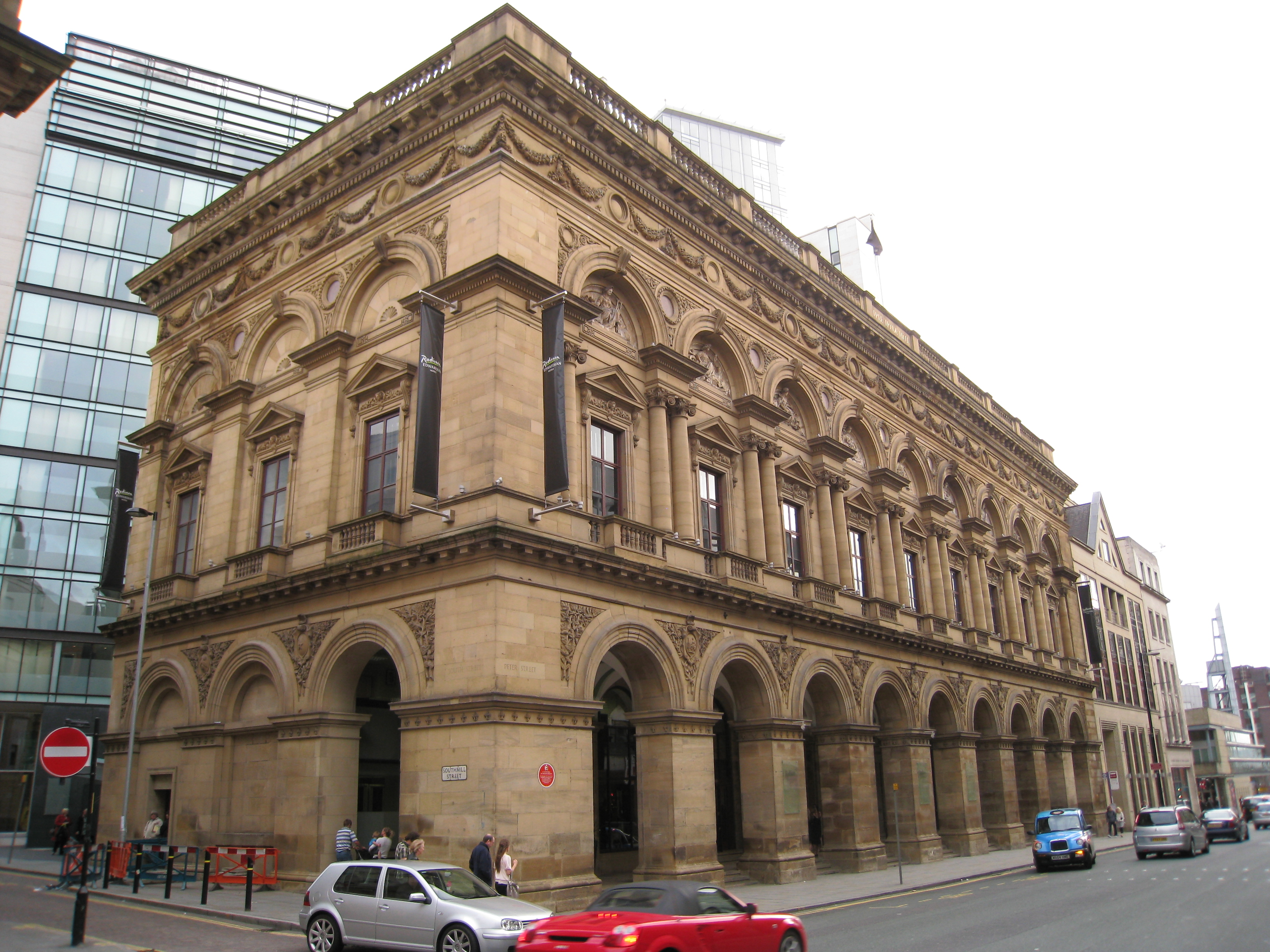
Free Trade Hall, Manchester, la base principale du Hallé à l'époque de Barbirolli

En 1943, Barbirolli traversa une nouvelle fois l’Atlantique, échappant de peu à un destin tragique : il échangea son billet d’avion avec l’acteur Leslie Howard qui souhaitait différer son vol de quelques jours. L’avion de Barbirolli se posa sans encombre, celui de Howard fut abattu. À Manchester, Barbirolli s’empressa de redonner vie au Hallé. Le nombre de musiciens était tombé à trente. La plupart des jeunes musiciens étaient sous les drapeaux, et, pour ne rien arranger, l’administration avait mis fin à la convention qui donnait à bon nombre de musiciens du BBC Northern Orchestra une double appartenance. Le conseil d’administration du Hallé prit la décision de suivre l’exemple du Liverpool Philharmonic, que le précédent chef du Hallé, Malcolm Sargent, avait transformé en structure permanente à plein temps,. Parmi les musiciens qui avaient la double appartenance avec le BBC, seuls quatre d’entre eux choisirent de rester avec le Hallé.
Le Times décrivit ainsi les premières actions de Barbirolli : « En l’espace de deux mois d’auditions ininterrompues, Barbirolli reconstruisit le Hallé, recrutant tout musicien de bon niveau, quel que furent ses antécédents – il se retrouva ainsi avec une première flûte d’âge scolaire, une corniste maîtresse d’école et divers cuivres venant de musiques militaires de la région de Manchester… Finalement, le premier concert du nouveau Hallé fut à la hauteur de la réputation du grand Hallé. ». Le Musical Times nota ainsi : « Depuis ses débuts, la réputation et le respect qu’inspirait l’orchestre s’était construits à partir de ses cordes. On retrouvait la fougue, l’intensité et la chaleur radiante revendiquée par le chef violoncelliste issu du milieu. » La réputation de Barbirolli à bâtir des orchestres était intacte : après sa mort, l’un de ses anciens musiciens commenta : « Si vous recherchiez une expérience orchestrale, vous pouviez tout acquérir en débutant au sein du Hallé avec John Barbirolli. ». Au-delà de cela, les critiques, le public et les musiciens en Europe et aux États-Unis s’accordaient pour témoigner de la bonification qu’apportait Barbirolli aux orchestres dont il avait la direction. Quelques années plus tard, Barbirolli étendit son enseignement à la Royal Academy of Music, où il prit en charge l’orchestre des étudiants à partir de 1961.
Barbirolli déclina des invitations de directions d’orchestres plus prestigieuses et plus lucratives. Peu après son arrivée au Hallé, il reçut une proposition des sponsors d’un projet ambitieux destiné à le mettre  la tête du London Symphony Orchestra, et au début des années 1950, la BBC envisagea de le recruter pour diriger le BBC Symphony Orchestra. À la même époque, le responsable du Royal Opera House, David Webster, l’aurait voulu comme directeur musical. Barbirolli dirigea six opéras pour Webster : Turandot, Aida, Orphée et Eurydice, Tristan et Iseut, La Bohème et Madame Butterfly entre 1951 et 1953, mais refusa d’abandonner le Hallé. Son biographe Charles Reid écrivit : « Son royaume de Manchester est un vrai royaume. Il n’y est pas restreint ou dérangé dans son choix de programmation. D’une manière générale, il dirige ce qu’il a envie de jouer… Son royaume est quasiment le paradis d’un chef d’orchestre ». En 1958 cependant, après avoir reconstruit l’orchestre et multiplié les tournées, donnant jusqu’à 75 concerts dans une année, il s’élabora un programme moins contraignant, se donnant le temps d’accepter les invitations d’autres orchestres. Il se produisit au Vienna State Opera, et au Rome Opera House, où il dirigea Aida en 1969. En 1960, il accepta l’invitation à succéder à Leopold Stokowski en tant que chef principal du Houston Symphony au Texas, poste qu’il occupa jusqu’en 1967, dirigeant 12 semaines par an au début du printemps et à la fin de l’automne entre ses obligations au Hallé. En 1961, il entama une collaboration régulière avec le Berlin Philharmonic Orchestra, qu’il entretint jusqu’à la fin de sa vie.
À partir de 1953, Barbirolli et la Hallé se produisirent régulièrement au Henry Wood Promenade Concerts au Royal Albert Hall à Londres. À côté des classiques du répertoire, ils donnèrent un concert annuel de musique viennoise, avec des œuvres de Franz Lehár et Johann Strauss, qui devinrent rapidement, tout comme les soirées Gilbert et Sullivan de Sir Malcolm Sargent, des rendez-vous plébiscités par les spectateurs. Lors d’un concert promenade de 1958, Barbirolli et le Hallé jouèrent une réplique du premier concert de George Hallé à la tête de son orchestre en 1858.
L’intérêt de Barbirolli pour la nouvelle musique diminua dans les années d’après-guerre, mais il apparut cependant régulièrement avec le Hallé au Cheltenham Festival, où il dirigea en première des œuvres d’un style principalement traditionnel de William Alwyn, Richard Arnell, Arthur Benjamin, Peter Racine Fricker, Gordon Jacob, Alan Rawsthorne, Kenneth Leighton et d’autres encore. Pour le centenaire de 1958, le Hallé programma plusieurs œuvres nouvelles, dont Partita, divertissement virtuose de Walton. Barbirolli se concentra de plus en plus sur son cœur de répertoire de symphonies classiques, d’œuvres de compositeurs anglais et de musique post-romantique, en particulier d’œuvres de Mahler. Dans les années 1960, il entreprit une série de tournées internationales avec le Philharmonia (Amérique Latine en 1963), le BBC Symphony Orchestra (Tchécoslovaquie, Pologne et URSS en 1967) et le Hallé (Amérique Latine et Antilles en 1968). Il regretta toute sa vie de n’avoir pu emmener le Hallé aux États-Unis.

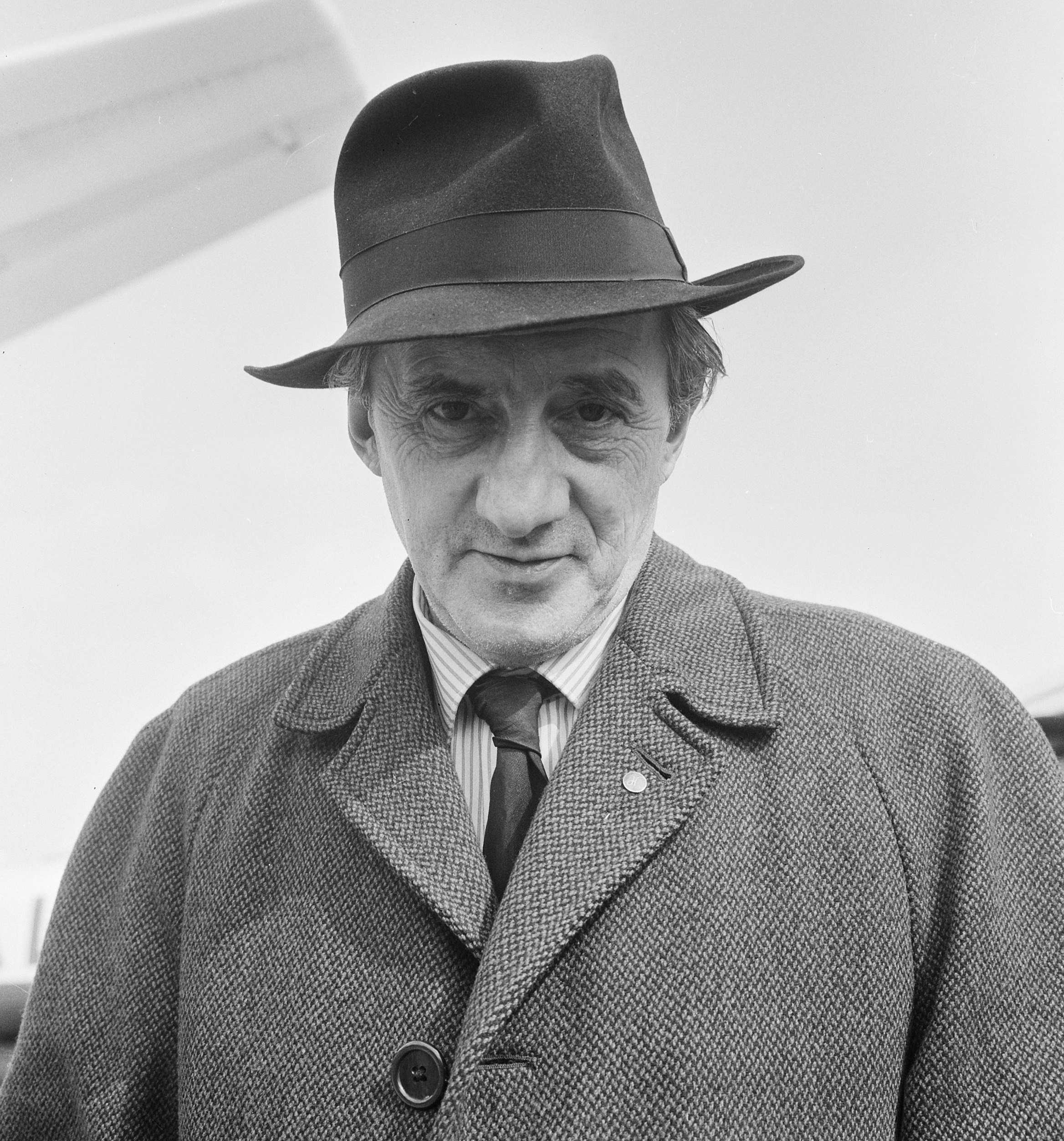
John Barbirolli en 1965

En 1968, après 25 ans avec le Hallé, Barbirolli se retira de la fonction de chef d’orchestre principal et aucun successeur ne fut nommé de son vivant,. Il fut nommé Chef Lauréat de l’orchestre Il réduisit le nombre de ses apparitions avec le Hallé, tout en accompagnant cependant une tournée européenne en 1968, cette fois en Suisse, Autriche et Allemagne.Ses dernières années furent marquées par une tendance à se concentrer sur les détails plutôt qu’aux œuvres dans leur ensemble. Son ami fidèle et admirateur, le critique Neville Cardus écrivit en privé en 1969 : « il semble aimer un simple passage à un tel point qu’il s’y attarde, le caresse ; tandis qu’il perd la dynamique d’ensemble’ . 1970, sa dernière année, fut marquée par des problèmes cardiaques ; il eut plusieurs attaques en avril, mai, juin et juillet. Ses deux derniers concerts furent donnés avec le Hallé au Festival de King’s Lynn en 1970. Il y donna des versions pleines d’inspiration de la Symphonie no 1 et des Sea Pictures de Elgar. La dernière œuvre qu’il dirigea en public fut la 7e Symphonie de Beethoven le samedi précédant son décès. Le jour de sa mort, le 29 juillet 1970, il passa plusieurs heures à répéter avec le New Philharmonia Orchestra en préparation d’une tournée de concerts qu’il devait donner au Japon.
Barbirolli décéda d’une crise cardiaque à son domicile à l’âge de 70 ans. Il fut incinéré et ses cendres inhumées dans la tombe de ses parents au cimetière de Kensal Green à Londres. Parmi les engagements qui ne purent se réaliser du fait de sa disparition figurent une production d’Otello au Royal Opera House, qui y aurait marqué sa première prestation depuis près de 20 ans  et des enregistrements d’opéras pour EMI, dont Manon Lescaut de Puccini  et Falstaff de Verdi.

## Honneurs, distinctions et commémoratifs
Parmi les distinctions officielles, Barbirolli fut fait Chevalier de la Couronne Britannique en 1949 et Companion of Honour en 1969 ; il reçut également la Grand Croix et le Collier de Commandeur de Finlande, la 1re Classe de l’Order of the White Rose en 1963, l’Ordre du Mérite d’Italie en 1964, le titre d’Officier de l’Ordre des Arts et des Lettres de France en 1966 ainsi que celui d’Officier de l’Ordre du Mérite en 1968. Parmi les distinctions d’institutions musicales : la Liberty de la Worshipful Company of Musicians en 1966, le titre d’Académicien Honoraire de l’Accademia Nazionale di Santa Cecilia en 1960, la Médaille d’or de la Royal Philharmonic Society en 1950, la Médaille Bruckner de la Bruckner Society of America en 1959 et la Médaille Mahler de la Mahler-Bruckner Society of America en 1965.

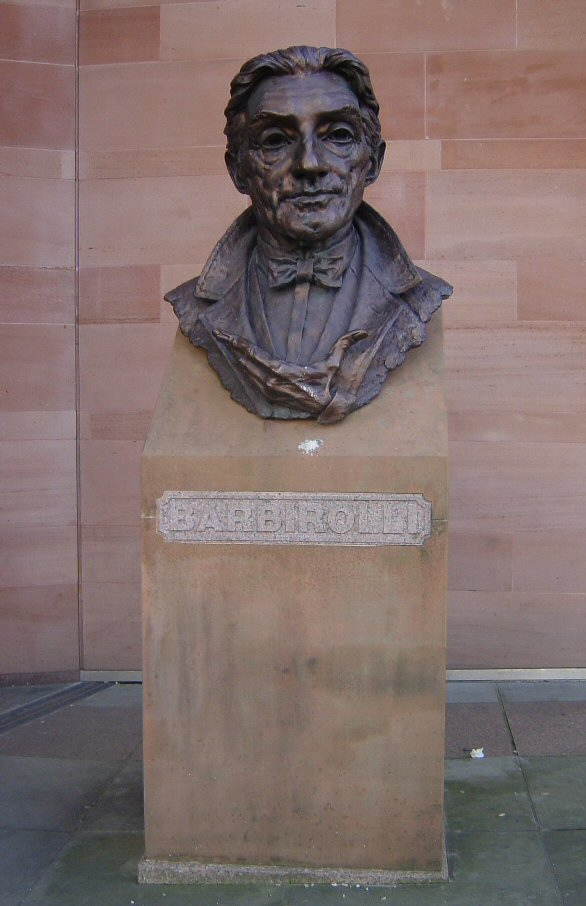
Statue de John Barbirolli à Manchester (4961467570)

Il y a des commémoratifs de Barbirolli à Manchester et à Londres. Une statue de Byron Howard lui fut érigée en 2000 à Barbirolli Square à Manchester. C’est sur cette place que se trouve le siège actuel du Hallé Orchestra, le Bridgewater Hall, dans lequel une salle porte le nom de Barbirolli. Le hall principal de son ancienne école, St Clement Danes, qui a depuis déménagé à Chorleywood, porte également son nom. Une plaque commémorative fut placée sur le mur du Bloomsbury Park Hotel à Southamton Row en mai 1993 pour indiquer le lieu de naissance de Barbirolli. La Sir John Barbirolli Memorial Foundation de la Royal Philharmonic Society fut constituée après sa mort pour permettre à de jeunes musiciens d’acquérir des instruments. En 1972 la Barbirolli Society fut mise en place avec pour principal objectif de promouvoir l’édition d’enregistrements d’œuvres dirigées par Barbirolli. Evelyn Barbirolli, Daniel Barenboim et Michael Kennedy ont été membres honoraires de cette institution. En avril 2012, Barbirolli fut inscrit au tout nouveau « Hall of Fame » de la société Gramophone.

## Répertoire et enregistrements
Le nom de Barbirolli est associé à un certain nombre de compositeurs : Elgar, Vaughan Williams et Mahler, ainsi que Schubert, Beethoven, Sibelius, Verdi et Puccini et il milita ardemment en faveur des nouvelles œuvres de compositeurs britanniques. Vaughan Williams lui dédia ses 7e et 8e Symphonies. Son surnom « Glorious John » tient son origine de l’inscription que fit Vaughan Williams en en-tête de la partition de sa 8e Symphonie « A Glorious John, avec tendresse et admiration de Ralph ». Barbirolli ne dédaignait pas la musique plus légère. Le critique musical Richard Osborne écrivit que si tous les enregistrements de Barbirolli venaient à disparaître à l’exception de la Gold and Silver Waltz de Franz Lehár, « cela suffirait à affirmer que ‘ça, c’était un chef d’orchestre’ ».
Le répertoire de Barbirolli n’était pas aussi étendu que celui de bien d’autres confrères, car il attachait une importance particulière à la préparation minutieuse de chaque œuvre qu’il dirigeait. Son confrère Sir Adrian Boult aimait bien et admirait Barbirolli mais le taquinait toujours pour son caractère méticuleux : « On ne peut pas être tous comme toi et passer des mois à étudier tous ces détails et passer des journées de répétition avant de les mettre en musique. Pour certains d’entre nous, ce n’est qu’un passe-temps ». Barbirolli était choqué par tant de légèreté,,. Son attitude est particulièrement illustrée par la façon dont il préparait les symphonies de Mahler. Son biographe Michael Kennedy commentait ainsi : « il est ironique de penser que les efforts demandés par la composition de ses symphonies ait abrégé la vie de Mahler ; leur interprétation par Barbirolli a certainement mis sur lui une réelle pression ces dix dernières années. ». La maîtrise d’une symphonie de Mahler prenait au moins 18 mois à deux ans et Barbirolli passait des heures à peaufiner les partitions des cordes en préparation des concerts. Sa première représentation de la 9e Symphonie de Mahler nécessita 50 heures de répétitions.

### Les années d’avant-guerre
Très tôt dans sa carrière, Barbirolli effectua des enregistrements. Jeune violoncelliste, il effectua quatre enregistrements pour Edison Bell en 1911, accompagné au piano par sa sœur Rosa. Au sein des quatuors à cordes de la Kutcher et de la Music Society, il enregistra des morceaux de Mozart, Purcell, Vaughan Williams et quelques autres en 1925 et 1926. En tant que chef d’orchestre, il commença à enregistrer en 1927 pour le compte de la National Gramophonic Society (une filiale de The Gramophone). De cette période date le tout premier enregistrement du Introduction et allegro pour cordes d'Edward Elgar. En l’entendant, le compositeur commenta : « Je n’avais jamais réalisé que cette œuvre avait une telle dimension ». Elgar, bien qu’il effectua lui-même de nombreux enregistrements en sa qualité de chef d’orchestre, n’enregistra jamais cette œuvre, et il fut avancé que « la dimension, la noblesse et la poésie lyrique » de l’interprétation de Barbirolli dissuadèrent le compositeur de s’y mesurer. »  En 1928, Barbirolli fit des enregistrements pour la maison Edison Bell. La même année débuta son association avec le label His Master’s Voice (HMV) qui devait se poursuivre de nombreuses années. Juste après le concert qu’il donna avec le LSO en remplacement de Beecham, il fut approché par Fred Gaisberg, responsable des enregistrements chez HMV, qui le fit signer pour la société peu après. Un collègue de Gaisberg chez HMV décrivit Barbirolli comme « un vrai trésor », étant capable d’accompagner Chaliapin sans déclencher une tempête de protestations, de s’attirer les éloges aussi bien de Jacha Heifetz que de Artur Rubinstein, Fritz Kreisler ou Pablo Casals et de diriger l’un des plus mémorables enregistrements du Quintet des Meistersinger ».
Bon nombre d’enregistrements d’avant-guerre pour HMV furent des concertos. Sa réputation d’accompagnateur tendait à oblitérer ses talents de chef d’orchestre symphonique, et plus tard, ses détracteurs à New York « lui firent un tort immense avec leurs fausses éloges en mettant en exergue ses capacités d’accompagnateur, tout en soulignant que c’était bien tout ce dont il était capable ». Barbirolli devint très sensible sur ce point, et pendant de nombreuses années après la guerre il se refusa à accompagner qui que ce soit en enregistrement. Parmi les enregistrements du début avec HMV figurent des œuvres, principalement des concertos, de Brahms, Bruch, Chopin, Dvořák, Glazunov, Mendelssohn, Mozart, Schumann, Sibelius, Tchaikowsky et Vieuxtemps. À partir des années 1990, des enregistrements d’archive des premiers concerts de Barbirolli à New York commencèrent à être publiés sur CD. En 2004, Kennedy écrivit que « ces enregistrements sont la preuve tangible que les orchestres donnaient pour lui le meilleur d’eux-mêmes et que les critiques à son égard étaient tout à fait injustifiées. » [2] Les enregistrements de cette période sont composés de symphonies de Beethoven, Mendelssohn, Mozart, Schubert, Schumann, Sibelius et Tchaikowsky ainsi que d’autres œuvres orchestrales de Berlioz, Debussy, Menotti, Purcell, Ravel, Respighi et Rimsky-Korsakov.

### 1943 et postérieurement

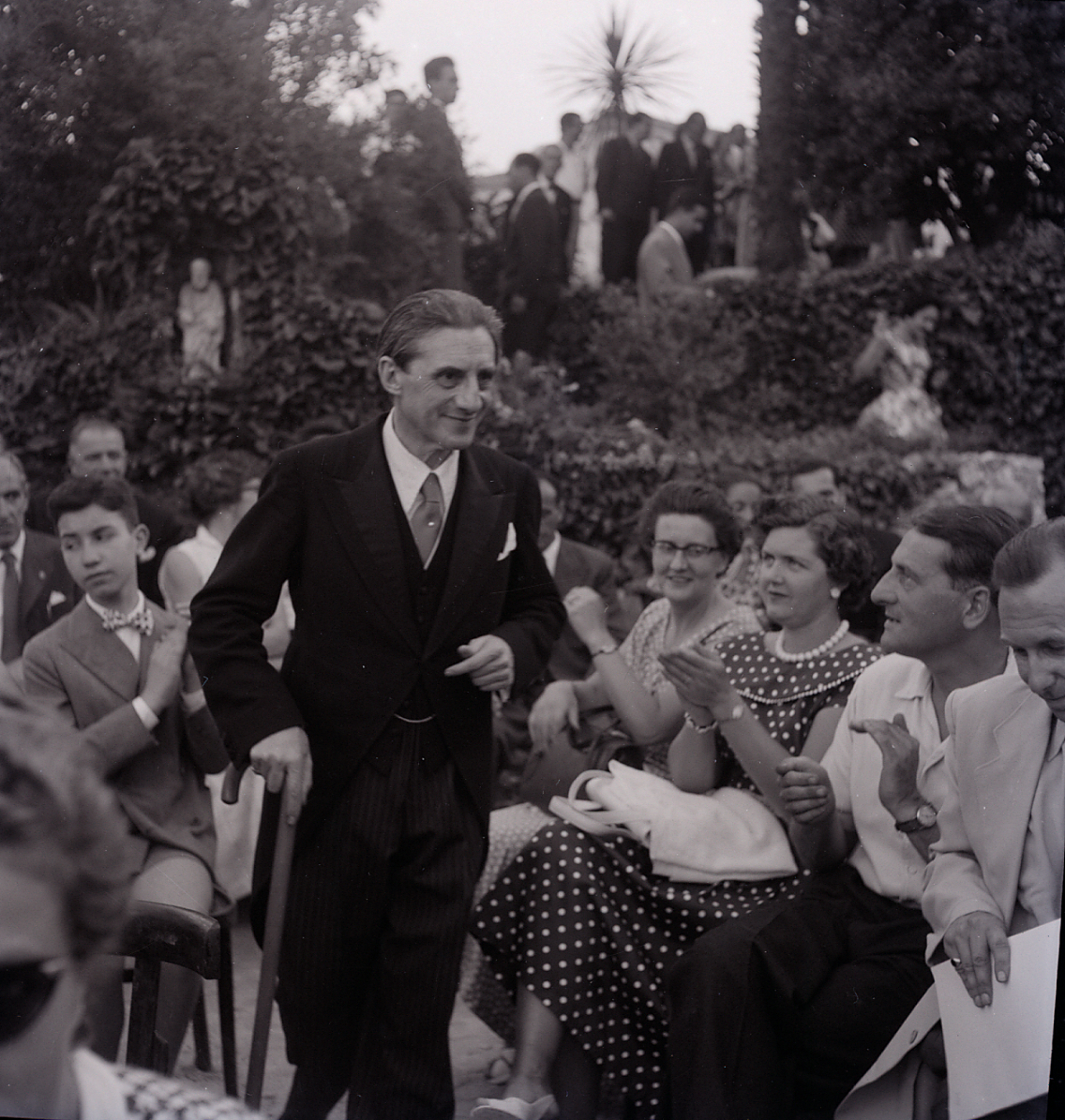
Barbirolli en 1960 à Ravello. Photo par Paolo Monti.

Dans les six mois qui suivirent son retour en Angleterre en 1943, Barbirolli reprit son contrat avec HMV à la tête du Hallé pour enregistrer la Troisième Symphonie de Bax et la Cinquième de Vaughan Williams ainsi que des œuvres de compositeurs aussi variés que Corelli ou Stravinsky. En 1955, il signa un contrat avec Pye Records, pour qui il enregistra avec le Hallé un vaste répertoire et c’est à cette époque qu’ils firent leurs premiers enregistrements stéréophoniques. Ces enregistrements étaient distribués aux États-Unis par le label Vanguard Records. Ceci donna naissance à une société, baptisée Pye-Barbirolli, dont il fut le directeur et dont le contrat prévoyait un partenariat égal entre la société et les musiciens. De nombreux enregistrements furent effectués, dont des symphonies de Beethoven, Dvořák, Elgar, Mozart, Nielsen, Sibelius, Mahler, Tchaikowsky et Vaughan Williams, ainsi que des concertos, des œuvres orchestrales courtes et des extraits d’opéras.
En 1962, HMV persuada Barbirolli de revenir chez eux. Avec le Hallé, il enregistra un cycle de symphonies de Sibelius, la Seconde Symphonie de Elgar, Falstaff et The Dream of Gerontius, la Neuvième Symphonie de Schubert, A London Symphony de Vaughan Williams, ainsi que des œuvres de Grieg et Delius. Barbirolli enregistra de nombreuses œuvres de son répertoire avec d’autres orchestres, bon nombre étant toujours disponibles en 2002, dont des enregistrements d’œuvres d’Elgar comme le Concerto pour violoncelle avec Jacqueline du Pré, Sea Pictures avec Janet Baker et de la musique orchestrale dont la Première Symphonie, les Variations Enigma et nombre d’autres œuvres courtes. Ses enregistrements de Mahler incluent les Cinquième et Sixième Symphonies (avec le New Philharmonia) et la Neuvième (avec le Berlin Philharmonic). Avec le Vienna Philharmonic, il enregistra des œuvres de Brahms dont un cycle de symphonies et avec Daniel Barenboim les deux Concertos pour piano. Il enregistra trois cycles d’opéras avec HMV : Didon et Enée de Purcell avec Victoria de los Angeles en 1966, Otello de Verdi avec James McCraken, Gwyneth Jones et Dietrich Fischer-Dieskau en 1969? et Madame Butterfly avec Renatta Scotto, Carlo Bergonzi et les forces vives de Rome Opera, enregistrement qui est toujours au catalogue depuis sa première édition en 1967. L’impact de ce dernier enregistrement fut tel que le directeur de Rome Opera l’invita à venir diriger « n’importe quel opéra avec le nombre de répétitions nécessaire ». HMV envisageait d’enregistrer Die Meistersinger avec Barbirolli à Dresde en 1970, mais à la suite de l'invasion de la Tchécoslovaquie par les troupes du Pacte de Varsovie en 1968, Barbirolli refusa d’aller diriger un orchestre dans un pays du bloc soviétique et c’est Herbert von Karajan qui s’en chargea.

## Distinctions
- Commandeur de 1re classe de l'ordre de la Rose blanche de Finlande
- Officier de l'ordre des Arts et des Lettres